# Bactrocera munroi
Bactrocera munroi är en tvåvingeart som beskrevs av White 2004. Bactrocera munroi ingår i släktet Bactrocera och familjen borrflugor.
Artens utbredningsområde är Kenya. Inga underarter finns listade.